# Chapman L. Anderson

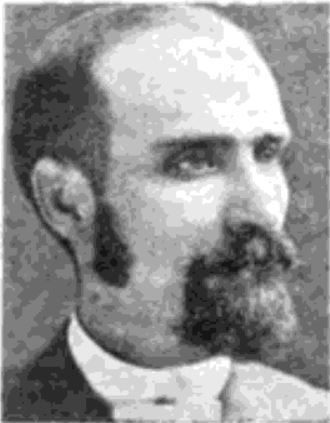
Chapman L. Anderson (1909)

Chapman Levy Anderson (* 15. März 1845 bei Macon, Mississippi; † 27. April 1924 in Kosciusko, Mississippi) war ein US-amerikanischer Jurist und Politiker. Zwischen 1887 und 1891 vertrat er den vierten Wahlbezirk des Bundesstaates Mississippi im US-Repräsentantenhaus.

## Werdegang
Chapman Anderson besuchte die öffentlichen Schulen in Jackson und danach die University of Mississippi in Oxford. Während des Bürgerkrieges war er Soldat in der Armee der Konföderierten Staaten. Nach dem Krieg studierte Anderson Jura. Nach seiner im Jahr 1868 erfolgten Zulassung als Rechtsanwalt begann er in Kosciusko in seinem neuen Beruf zu arbeiten. 1875 wurde er auch Bürgermeister dieser Stadt. Politisch war Anderson Mitglied der Demokratischen Partei. Zwischen 1879 und 1880 gehörte er dem Repräsentantenhaus von Mississippi an.
1886 wurde Anderson im vierten Distrikt von Mississippi in das US-Repräsentantenhaus in Washington, D.C. gewählt. Dort löste er am 4. März 1887 Otho R. Singleton ab. Nach einer Wiederwahl im Jahr 1888 konnte er bis zum 3. März 1891 zwei Legislaturperioden im Kongress absolvieren. Im Jahr 1890 bewarb er sich erfolglos um eine weitere Nominierung durch seine Partei. Nach dem Ende seiner Zeit im Kongress war Anderson von 1896 bis 1897 Bundesstaatsanwalt für den nördlichen Bezirk von Mississippi. Ansonsten arbeitete er wieder als Rechtsanwalt. Anderson starb im April 1924 und wurde in Kosciusko beigesetzt.